# Waze
Waze é uma aplicação para dispositivos móveis, baseada na navegação por GPS e que contém informações de usuários e detalhes sobre rotas, dependendo da localização do dispositivo portátil na rede. Foi desenvolvida pela start-up Waze Mobile de Israel, empresa que foi adquirida pela Google em 2013.
Waze ganhou o prêmio de melhor aplicativo portátil de 2013 no Congresso Mundial de Portáteis, derrubando o Dropbox, Flipboard e outros. Em 11 de junho de 2013, o Google completou a aquisição do Waze por reportados $1,3 bilhões de dólares. Parte do acordo fechado, era que cada um dos 100 funcionários do Waze receberiam em média um montante de $1,2 mil dólares, que representaria o maior pagamento para funcionários na história da Israeli High Tech.  
Atualmente Waze tem versões para Android, iOS. Tendo atendido também dispositivos Symbian, BlackBerry 10, Windows Phone e Windows Mobile da versão 5. Em julho de 2013 o Waze disse que estava planejando suporte para ambos iPhone e Android, e iria considerar suportar novas plataformas. Como antigas plataformas (Symbian, WM, Blackberry) não suportam nenhum UI totalmente nativo ou outros APIs que dependem deles, eles não poderiam suportá-los, embora existam versões que continuem funcionando.

## História
Waze Ltd. foi fundada em 2008 em Israel por Uri Levine, pelo engenheiro de software Ehud Shabtai, e por Amir Shinar. A companhia foi originalmente chamada de LinQmap. Em dezembro de 2011 a Waze empregou 80 pessoas, 70 em Ra'anana, Israel e 10 em Palo Alto, Califórnia.  
Em 2010, a companhia levantou 25 milhões de dólares. Em 2011, a companhia, que planejou monetizar sua localização baseados em propagandas e a expandir na Ásia, criou um adicional de $30 milhões de financiamento.

## Visão geral
Waze difere do software navegador GPS tradicional pois é uma aplicativo-comunidade de navegação que fornece dados complementares do mapa e outras informações de tráfego dos usuários.  Como outro software de GPS, ele aprende conforme os usuários dirigem para fornecer rotas e atualizações de tráfego em tempo real. É gratuito para baixar e usar. As pessoas podem relatar acidentes, congestionamentos, velocidade, blitzes policiais etc, e podem atualizar rodovias, pontos de referência, números de casas etc. O Waze também identifica os postos de gasolina mais baratos perto do usuário através de sua rota. Em janeiro de 2012, o aplicativo já havia sido baixado por 12 milhões de vezes no mundo. Em julho de 2012 o Waze anunciou que havia chegado aos 20 milhões de usuários, metade deles recrutados nos últimos 6 meses. De acordo com o Yahoo! Existiam cerca de 50 milhões de usuários do Waze em junho de 2013.
Waze pode ser usado em qualquer lugar no mundo, mas requer uma crítica massa de usuários para ter real utilidade; atualmente somente 13 países têm um mapa base completo, os outros estão mapeados incompletamente, necessitando que os usuários gravem as estradas e editem os mapas. Já em 2013 o Waze era um mapa base completo para os Estados Unidos, Canadá, Reino Unido, França, Alemanha, Itália, Países Baixos, Bélgica, Israel (escolhido para ser o melhor mapa para o país), África do Sul, Colômbia, Equador, Chile e Panamá, mas a companhia tinha planos de mapas para outros países na Europa e outros lugares.  
Em adição pela voz de navegação direção por direção, tráfico em tempo real, e outros alertas específicos de localização, o Waze simultaneamente envia informações anônimas incluindo a velocidade dos usuários e localização, para seu banco de dados para melhoria do serviço como um todo. A massa de fontes permite que a comunidade do Waze relate e mapeie erros de tráfico e acidentes simplesmente por rodar o aplicativo enquanto dirigem. Por exemplo, se um número considerável de usuários em uma dada rodovia quase que simultaneamente alteram sua velocidade média para menos velocidade que numa média geral, isso pode indicar algum problema, os usuários são perguntados se há algum problema, e com a resposta de alguns, e confirmação de outros, a atualização é realizada. O Waze empreende convenções de games para encorajar usuários a fornecer mais informações, permitindo-os a dirigir através ícones de bolos e outras coisas para ganhar pontos. O Waze também oferece pontos por reportes de tráfico e estradas perigosas, que podem ser usados para mudar o avatar do usuário, o que irá incrementar seu status na comunidade.  
Em 2011, o Waze Mobile atualizou o Software para exibir em tempo real, os pontos de interesse da curadoria da comunidade, incluindo locais de eventos tal como feiras e protestos nas ruas.  
Em junho de 2012, o Waze lançou uma atualização para fornecer preços de combustível em tempo real. Com todas as atualizações de tempo real do Waze, preços são submetidos por usuários.  
Desde novembro de 2012, na monetização do aplicativo, o Waze oferece revendas e propagandas da interface web para publicar um anúncio baseado no local onde um pequeno ícone irá aparecer de um determinado local do interesse do Wazer para induzir as ofertas que ele oferece.   E também oferece uma interface de notícias de estações de TV do tráfego atual e alertas diretamente do aplicativo Waze; o serviço vem sendo usado por 25 emissoras de TV estado-unidenses desde junho de 2013. Também é usado pelo Grupo RBS no seu jornal matinal, o "Bom dia Rio Grande". Já é usado no Rio de Janeiro no Centro de Operações do Rio desde 24 de julho de 2013, como também em Nova Iorque e Nova Jersey desde 2012.  
Em junho do 2013, o Waze introduziu um projeto global que iria possibilitar futuros encerramentos de estradas e atualizações de tráfico em tempo real durante a maioria dos eventos em dados países, por exemplo o Tour da França.

## Segurança e Risco
Alguns defensores da segurança nas estradas relataram o conceito da expectativa de mais motoristas usando o Waze, cujos falam de seu potencial de distrai-los com uma agitação de ícones e notificações e os põe em grande risco de um acidente. 
Uma tentativa de hackeamento foi feita com êxito por estudantes israelenses do Instituto de Tecnologia de Israel para falsificar um congestionamento.

## Patentes
- Patente 7,936,284 dos Estados Unidos: Sistema e método para tempo de estacionamento estimado.   Emitida em 3 de maio de 2011
- Patente 8,271,057 dos Estados Unidos: Condição de ativação baseada, desligação e gerenciamento de aplicações de dispositivos móveis. Emitida em 18 de setembro de 2012
- Patente 8,612,136 dos Estados Unidos:  Sistema e metodologia para criação de estradas de mapas. Emitida em 17 de dezembro de 2013, com prioridade de 27 de agosto de 2008. Essa patente foi mencionada na petição da ação arquivada em 2014.

## Licenciamento
Software Waze v2.x é distribuído sobre Licença Pública Geral GNU v2, que não amplia dados de mapas. Dados nFreeMap publicados sobre licenças de conteúdo aberto estão disponíveis antes do projeto do Waze começar, mas o CEO do Waze Noam Bardin sente que o Waze é fundamentalmente diferente de projetos como OpenStreetMap e foi cauteloso com o licenciamento de dados de mapas que poderiam restringir a comercialização dos serviços do Waze, começando com a versão 3 do programa Waze mudado para uma licença proprietária. A última fonte aberta da versão do cliente para iPhone é 3.9.2, para Android é 3.9.4.0, e para Windows Mobile 3.7.4.5  
Em março de 2014 Roey Gorodish iniciou uma ação judicial contra o Waze, reivindicando violação da propriedade intelectual pelo uso de mapas da fonte FreeMap e códigos software aberto RoadMap, um projeto que Ehud Shabtai contribuiu para a versão Windows Pocket PC em 2006.

## Requisitos
- iPhone ou iPad
- Qualquer aparelho Android
- Conexão à Internet móvel

## Como funciona
O sistema utiliza informações de trânsito dos usuários para determinar as velocidades médias em cada trecho e com isso calcular as trajetórias mais rápidas tendo em vista estas informações atualizadas de trânsito.
Usuários podem enviar recados, mensagens e diversos alertas. Usuários podem também adicionar preços de gasolinas e marcar locais de interesse.
Nele também é possível ver onde estão ocorrendo blitzes, qual o melhor caminho e as rotas com menos congestionamentos.